# NGC 2388
NGC 2388 ist eine aktive Spiralgalaxie mit ausgedehnten Sternentstehungsgebieten vom Hubble-Typ S im Sternbild Zwillinge auf der Ekliptik. Sie ist schätzungsweise 184 Millionen Lichtjahre von der Milchstraße entfernt und hat einen Durchmesser von etwa 55.000 Lj.
Wahrscheinlich ist sie an NGC 2389 gravitativ gebunden. Im selben Himmelsareal befinden sich u. a. die Galaxien NGC 2379, NGC 2385, NGC 2393.
Das Objekt wurde am  4. Februar 1793 von dem Astronomen William Herschel entdeckt.